# Lech Posen
Lech Posen (offiziell: KKS Lech Poznań) ist ein polnischer Fußballverein aus Posen (polnisch Poznań). Mit neun Meisterschaften und fünf Pokalsiegen gehört Lech Posen zu den erfolgreichsten Mannschaften Polens. Der 1922 gegründete Verein ist benannt nach Lech, dem legendären Gründer Polens.

## Geschichte
Der Verein wurde am 19. März 1922 als Lutnia Dębiec in Dębiec (deutsch Dembsen), das heute zur Stadt Posen gehört, gegründet.

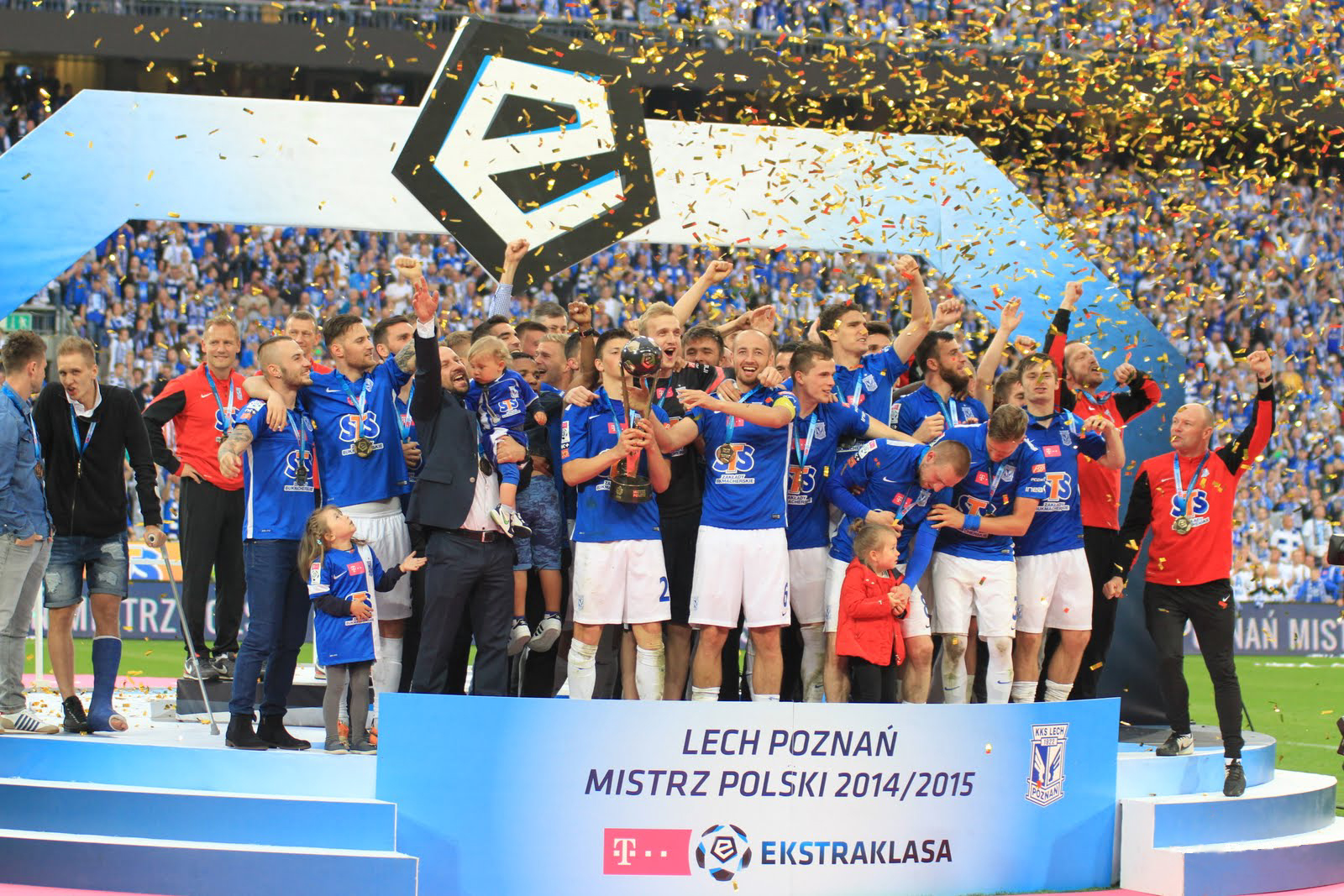
Spieler der Lech nach dem Gewinn der Meisterschaft 2015

Er feierte seine größten Erfolge in den Jahren von 1982 bis 1993, in denen die Mannschaft fünfmal polnischer Meister wurde und dreimal den polnischen Pokalwettbewerb gewann. Im Jahr 2004 knüpften die Posener erstmals wieder an diese erfolgreiche Zeit an, als sie den Pokal zum vierten Mal gewannen. Nach der Fusion des Teams im Sommer 2006 mit Amica Wronki setzte sich Lech Posen erstmals wieder auf den vorderen Rängen der Ekstraklasa fest. Am 19. Mai 2009 gelang der Mannschaft nach einem 1:0-Sieg gegen Ruch Chorzów im Stadion Śląski der insgesamt fünfte Pokalsieg. Nach der Saison 2008/09 trat Jacek Zieliński das Erbe von Franciszek Smuda als Cheftrainer an. Vor der Saison 2009/10 holte Zieliński schließlich nach Elfmeterschießen gegen Wisła Krakau mit dem Superpuchar Polski seinen ersten Titel mit Lech Posen. Nach 17 Jahren konnte der Verein, dessen Beiname Kolejorz lautet, wieder den Gewinn der polnischen Meisterschaft feiern und nahm in der Saison 2010/11 an der Qualifikation zur UEFA Champions League 2010/11 teil. 2015 gelang der siebte Gewinn der Meisterschaft.
Im Jahre 2022 wurde Lech Posen erneut Fußballmeister Polens.

## Europapokal
Weniger erfolgreich verliefen die Auftritte der Posener in der UEFA Champions League (bis 1991 Europapokal der Landesmeister) und im Europapokal der Pokalsieger, in denen Lech Posen spätestens im Achtelfinale regelmäßig scheiterte. Das bitterste Aus kam für die Mannschaft am 9. November 1988, als sie gegen den FC Barcelona, der letztendlich auch den Europapokal gewann, zum zweiten Mal ein 1:1 erkämpfte und vor heimischer Kulisse erst mit 4:5 im Elfmeterschießen scheiterte.
2008 qualifizierte sich Lech Posen nach langer Abstinenz wieder für die UEFA Europa League und erreichte nach dem Qualifikationsspiel gegen Chazar Lenkoran und dem Erstrundenspiel gegen Austria Wien die Gruppenphase. Dort traf das Team auf ZSKA Moskau, Feyenoord Rotterdam, Deportivo La Coruña sowie die AS Nancy und zog als Gruppendritter ins Finale der letzten 32 Mannschaften ein. Endstation war in der Zwischenrunde, als die Mannschaft gegen Udinese Calcio ausschied und somit das Achtelfinale verpasste.

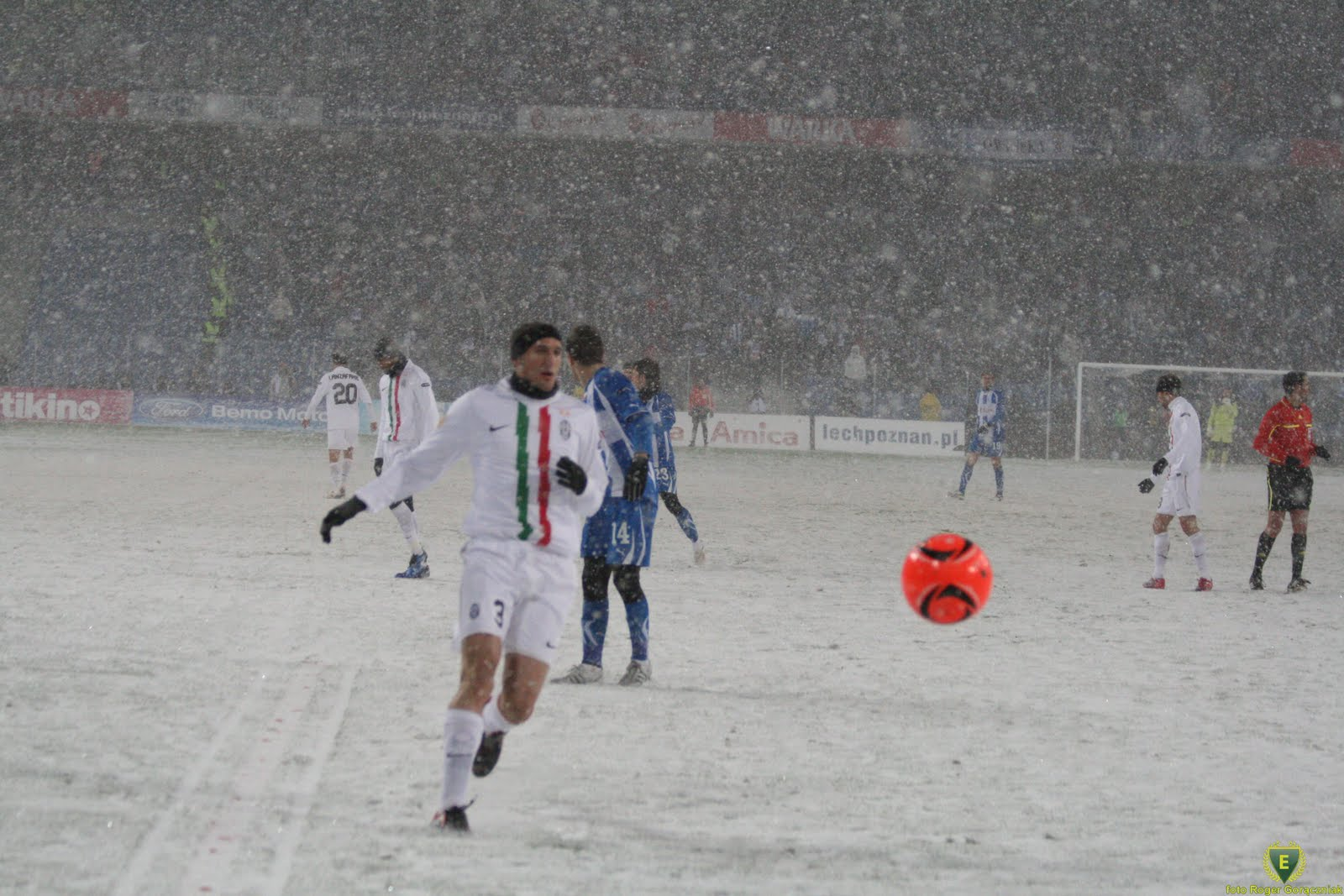
Lech Poznań 1:1 Juventus Turin

Nach der Meisterschaft in der polnischen Liga 2009/10 nahm Lech Posen bei der Qualifikation zur UEFA Champions League 2010/11 teil und traf dort in der zweiten Runde auf den Vertreter Aserbaidschans İnter Baku. Dort erreichte die Mannschaft nach einem Elfmeterschießen die dritte Runde, scheiterte dort jedoch an Sparta Prag (0:1 und 0:1). Durch einen 0:1-Auswärtssieg und ein torloses Remis vor heimischem Publikum in den Play-offs der UEFA Europa League 2010/11 gegen den ukrainischen Vertreter Dnipro Dnipropetrowsk schaffte Lech Posen den Einzug in die Gruppenphase der Europa League. Nachdem der Verein nach vier Spieltagen durch Siege gegen den FC Red Bull Salzburg und Manchester City die Tabelle anführte, sicherte sich Lech Posen mit einem 1:1 im eigenen Stadion gegen Juventus Turin den vorzeitigen Einzug in das Sechzehntelfinale. Dort besiegte die Mannschaft zwar im Hinspiel im heimischen Stadion den portugiesischen Vertreter Sporting Braga mit 1:0, verlor aber das Rückspiel in Braga mit 0:2 und schied aus dem Turnier aus.

## Stadion

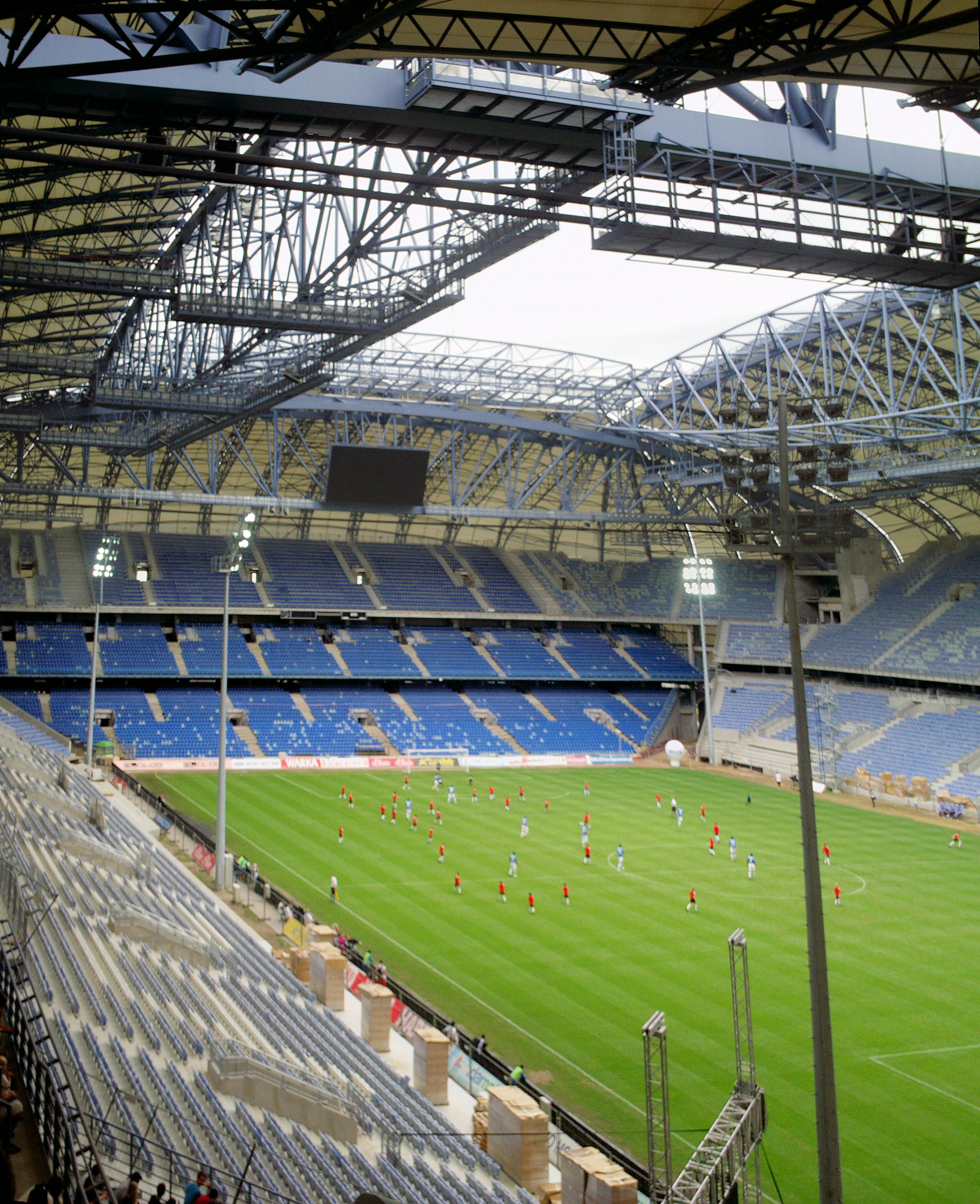
Enea Stadion

Die Heimspielstätte von Lech Posen ist das 42.837 Zuschauer fassende Enea Stadion. Das 1980 erbaute Stadion wurde 2010 für die UEFA-Europameisterschaft 2012 stark ausgebaut. In der Saison 2014/15 lag die durchschnittliche Zuschauerzahl in der Ekstraklasa bei 20.054 Zuschauern, wobei die Topspiele gegen den Erzrivalen Legia Warschau mit 41.545 Zuschauern und gegen Wisła Krakau mit 41.556 Zuschauern die mit Abstand meisten Fans anzogen.

## Erfolge

### Auf nationaler Ebene
- Polnischer Meister (9): 1982/83, 1983/84, 1989/90, 1991/92, 1992/93, 2009/10, 2014/15, 2021/22, 2024/25
  - Polnischer Vizemeister (3): 2012/13, 2013/14, 2019/20
- Polnischer Pokalsieger (5): 1981/82, 1983/84, 1987/88, 2003/04, 2008/09
  - Polnischer Pokalfinalist (6): 1979/80, 2010/11, 2014/15, 2015/16, 2016/17, 2021/22
- Polnischer Superpokalsieger (6): 1990, 1992, 2004, 2009, 2015, 2016
  - Polnischer Superpokalfinalist (5): 1983, 1988, 2010, 2022, 2025

Im Superpokal stehen sich der Meister und Pokalsieger des jeweiligen Spieljahres gegenüber.

### Auf internationaler Ebene
- UEFA-Pokal / Europa League
  - Sechzehntelfinale (2008/09 und 2010/11)

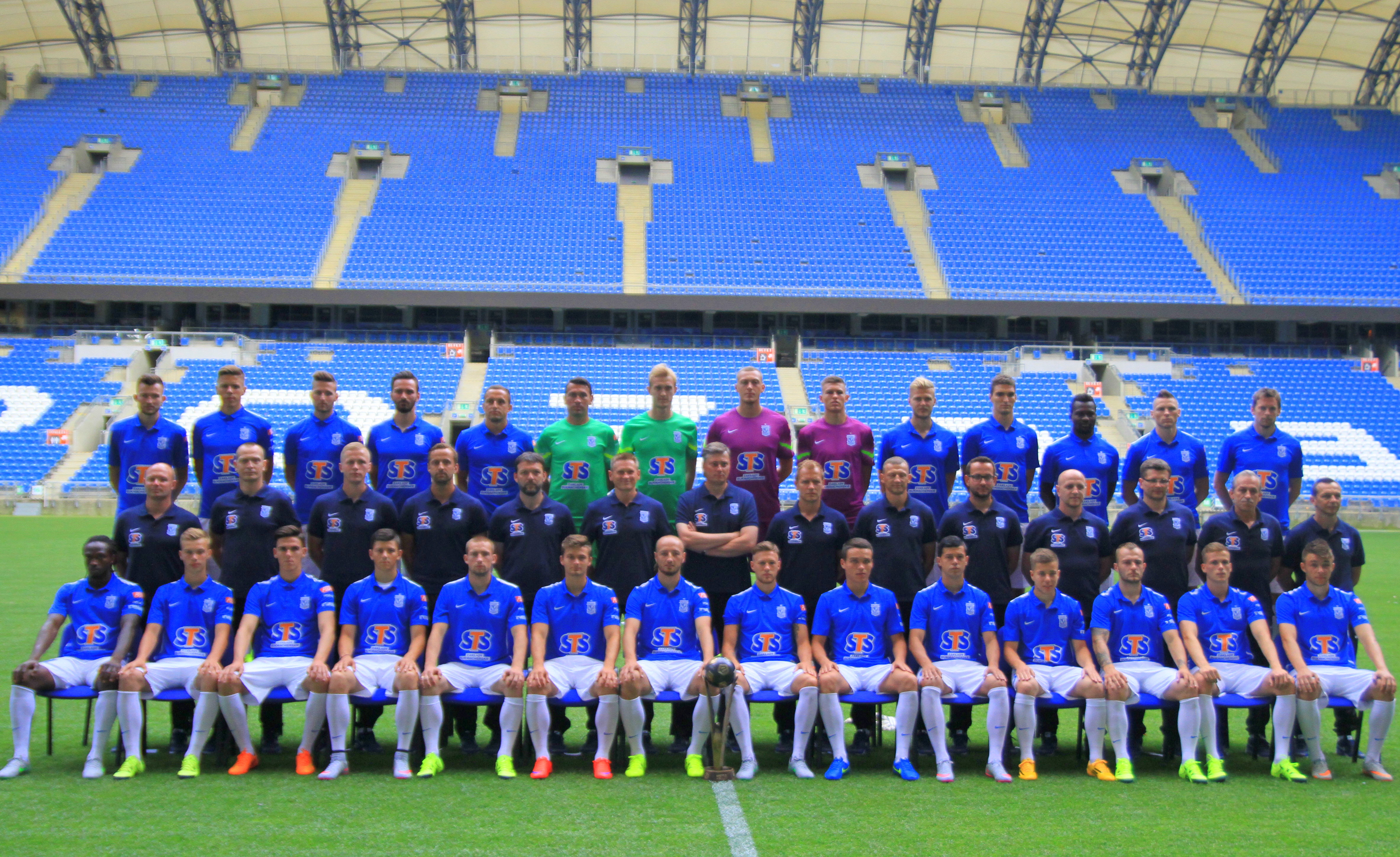
Mannschaftsfoto (2015)

- UEFA Europa Conference League
  - Viertelfinale (2022/23)

## Kader 2025/26
Stand: 5. August 2025
| Nr. |          | Position | Name            |
| --- | -------- | -------- | --------------- |
| 2   | Portugal | AB       | Joel Pereira    |
| 3   | Schweden | AB       | Alex Douglas    |
| 4   | Portugal | AB       | João Moutinho   |
| 5   | Schweden | AB       | Elias Andersson |
| 6   | Kenia    | MF       | Timothy Ouma    |
| 7   | Portugal | MF       | Afonso Sousa    |
| 8   | Iran     | MF       | Ali Gholizadeh  |
| 9   | Schweden | ST       | Mikael Ishak    |
| 10  | Schweden | ST       | Patrik Wålemark |
| 11  | Finnland | ST       | Daniel Håkans   |
| 14  | Schweden | ST       | Leo Bengtsson   |
| 15  | Polen    | MF       | Michał Gurgul   |
| 16  | Kroatien | AB       | Antonio Milić   |
| 17  | Polen    | ST       | Filip Szymczak  |
| 18  | Polen    | AB       | Bartosz Salamon |
| 19  | Norwegen | ST       | Bryan Fiabema   |
| 20  | Polen    | AB       | Robert Gumny    |

| Nr. |          | Position | Name                 |
| --- | -------- | -------- | -------------------- |
| 21  | Polen    | MF       | Bartłomiej Barański  |
| 22  | Polen    | MF       | Radosław Murawski    |
| 23  | Island   | MF       | Gísli Thórdarson     |
| 24  | Polen    | AB       | Filip Jagiełło       |
| 27  | Polen    | AB       | Wojciech Monka       |
| 31  | Polen    | TW       | Krzysztof Bąkowski   |
| 33  | Polen    | TW       | Mateusz Pruchniewski |
| 41  | Polen    | TW       | Bartosz Mrozek       |
| 43  | Polen    | MF       | Antoni Kozubal       |
| 44  | Polen    | MF       | Tymoteusz Gmur       |
| 53  | Polen    | MF       | Sammy Dudek          |
| 54  | Polen    | MF       | Filip Wilak          |
| 56  | Polen    | MF       | Kornel Lisman        |
| 72  | Polen    | AB       | Mateusz Skrzypczak   |
| 77  | Honduras | ST       | Luis Palma           |
| 99  | Spanien  | MF       | Pablo Rodríguez      |

## Bekannte Spieler

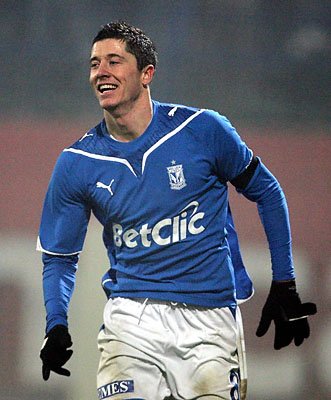
Robert Lewandowski

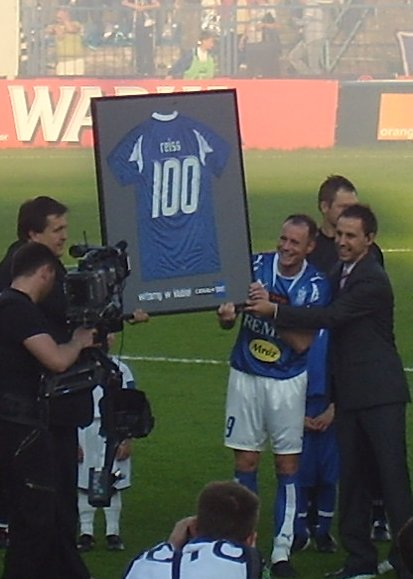
Piotr Reiss

- Jarosław Araszkiewicz
- Paulus Arajuuri
- Arkadiusz Bąk
- Jacek Bąk
- Bartosz Bosacki
- Jerzy Brzęczek
- Kebba Ceesay
- Jimmy Conrad
- Sylwester Czereszewski
- Jacek Dembiński
- Dariusz Dudka
- Arkadiusz Głowacki
- Sisinio González
- Rafał Grzelak
- Kasper Hämäläinen
- Tomasz Iwan
- Roman Jakóbczak
- Andrzej Juskowiak
- Tamás Kádár
- Marcin Kamiński
- Tomasz Kędziora
- Marcin Kikut
- Krzysztof Kotorowski
- Dawid Kownacki
- Waldemar Kryger
- Sjarhej Krywez
- Marcin Kuś
- Robert Lewandowski
- Karol Linetty
- Damian Łukasik
- George Stanley Mbwando
- Piotr Mowlik
- Mirosław Okoński
- Szymon Pawłowski
- Sławomir Peszko
- Jerzy Podbrożny
- Deniss Rakeļs
- Piotr Reiss
- Marcin Robak
- Artjoms Rudņevs
- Semir Štilić
- Piotr Świerczewski
- Denis Thomalla
- Mirosław Trzeciak
- Vladimir Volkov
- Marcin Wasilewski
- Artur Wichniarek
- Jakub Wilk
- Paweł Wojtala
- Grzegorz Wojtkowiak
- Marcin Zając
- Maciej Żurawski

## Fanfreundschaften
Fanfreundschaften existieren mit Arka Gdynia und KS Cracovia, zusammen bekannt als Wielka Triada (Große Triade). Darüber hinaus gibt es ebenfalls eine Freundschaft zwischen dem KKS Lech Posen und KSZO Ostrowiec Świętokrzyski.

## Lech-Cup
Der Lech-Cup (polnisch: Puchar Lecha) ist eines der prestigeträchtigsten Hallenfußballturniere für Kinder unter 12 Jahren in Europa. Das Turnier wird seit 2006 ausgetragen. Dort wurde es erstmals nur für polnische Vereine ausgetragen und seit 2007 internationalisiert. An der Fußballveranstaltung, die jungen Spielern erste internationale Erfahrungen auf europäischen Niveau bietet, nehmen bzw. nahmen Vereine aus allen Regionen Europas teil: u. a. die D-Jugend-Spieler europäischer Top-Clubs und die Heimmannschaft Lech Posen. Organisiert wird das Turnier von Lech Posen. Viele heutige Fußballprofis hatten als Jugendliche am Turnier teilgenommen.

## Rivalitäten
Der größte Rivale von Lech Posen in sportlicher Hinsicht, wie auch im Sinne der Fankultur, ist Legia Warschau.

## Basketballabteilung
Die Basketballabteilung von Lech Posen gewann elfmal die polnische Meisterschaft, zuletzt 1990. Aus finanziellen Gründen wurde die Abteilung 1997 allerdings aufgelöst.